# Comuna Trîfonivka, Velîka Oleksandrivka
Trîfonivka (în ucraineană Трифонівка) este o comună în raionul Velîka Oleksandrivka, regiunea Herson, Ucraina, formată din satele Novovasîlivka și Trîfonivka (reședința).

## Demografie
Componența lingvistică a comunei Trîfonivka
     Ucraineană (97,21%)
     Rusă (1,61%)
     Alte limbi (0,65%)
Conform recensământului din 2001, majoritatea populației comunei Trîfonivka era vorbitoare de ucraineană (97,21%), existând în minoritate și vorbitori de rusă (1,61%).